# Geoparc Comarca Minera
El Geoparc Comarca Minera està localitzat al centre-sud de l'estat d'Hidalgo a Mèxic i comprèn el territori dels municipis d'Atotonilco el Grande, Epazoyucan, Huasca de Ocampo, Mineral del Chico, Mineral de la Reforma, Mineral del Monte, Omitlán de Juárez, Pachuca de Soto i Singuilucan. Aquests municipis estan articulats per una xarxa de trenta-un geollocs que han estat seleccionats perquè expressen la història geològica del territori i revelen la seva relació amb la cultura i la creació d'espais històrics a partir de la mineria i la metal·lúrgia. A més, són importants per a la ciència i l'educació i tenen, majoritàriament, un important valor paisatgístic.

## Geologia
L'element fisiogràfic més rellevant de la Comarca Minera el constitueixen les serres de Pachuca i de Las Navajas, amb cotes màximes a la Peña de las Ventanas (3090 m) i al Cerro de las Navajas (3212 m), respectivament. Aquest conjunt orogràfic té una orientació general nord-oest-sud-est, i separa l'àrea de la Sierra Baja i Barranca de Metztitlán (al nord de les serralades), amb altituds de ~ 1300-2000 m, de l'extrem septentrional de la Conca de Mèxic (al sud de les serralades), amb una altitud de ~ 2200-2400 m. L'elevada geodiversitat del parc, apreciable en els seus geollocs, és deguda al fet que a l'àrea hi convergeixen dues províncies fisiogràfiques, la Sierra Madre Oriental i la Faixa Volcànica Transmexicana, així com dues províncies magmàtiques, una relacionada amb la Faixa Volcànica Transmexicana i l'altra afí al vulcanisme de la Sierra Madre Oriental.
La Comarca Minera es caracteritza per un geopatrimoni excel·lent, que inclou almenys cinc elements geològics (i culturals relacionats amb la geologia) que poden ser considerats de rellevància internacional:

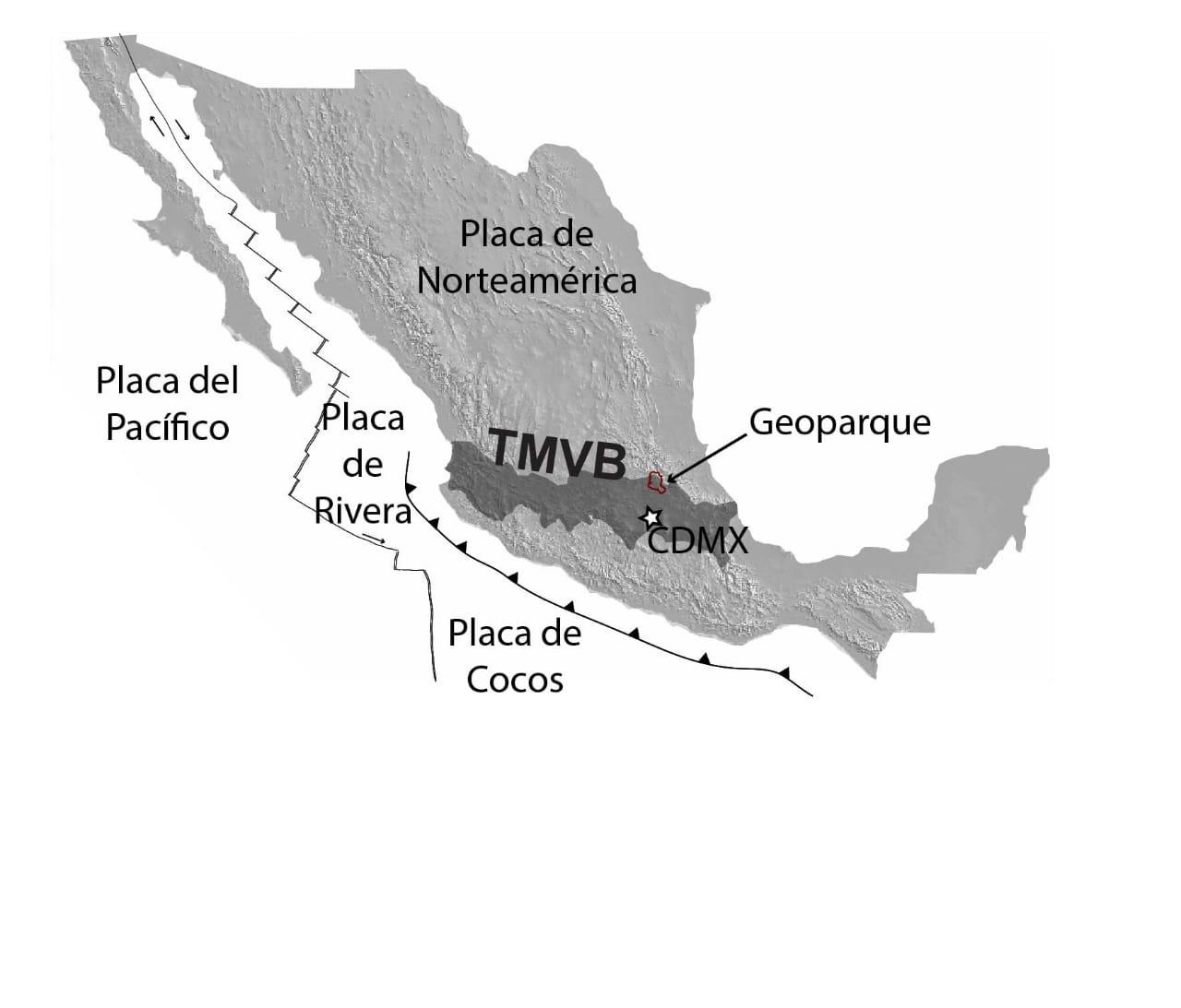
Situació tectònica del geoparc

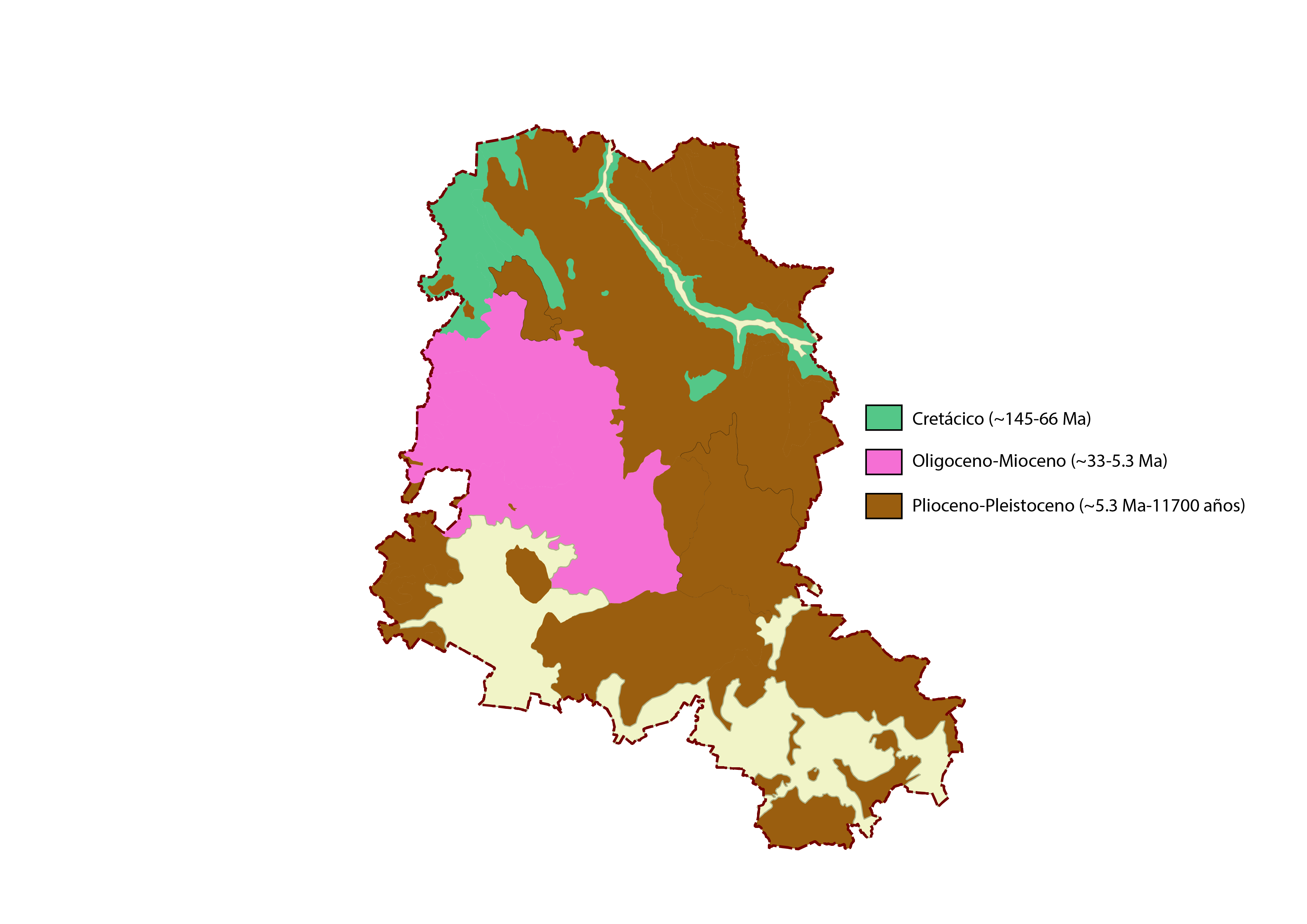
Mapa geològic simplificat del geoparc

1. El sistema epitermal (Ag-Au) de Pachuca-Mineral del Monte, un dels més grans del món; la seva producció històrica representa el 6% de l'argent produït globalment durant els darrers cinc segles.[1]
2. La localitat tipus — al turó San Cristóbal de Pachuca— de la tridimita i la cristobalita, minerals descoberts per Gerhard vom Rath els anys 1868 i 1887, respectivament.
3. Els basalts amb disjunció columnar de Santa María Regla, a Huasca de Ocampo, coneguts popularment com els «prismes basàltics», descrits i dibuixats per Alexander von Humboldt el 1803; generalment són considerats els més llargs del món (arriben a 40 m de longitud).
4. El patrimoni industrial miner, que inclou hisendes de benefici de l'època colonial, així com obres mineres diverses, destacant les del període anglès de la mineria (mitjan del segle segle xix), amb esplèndids exemples de cases de màquines de tipus Cornish.[3]
5. El Cerro de las Navajas, principal punt d'explotació i proveïment d'obsidiana per Mesoamèrica, i jaciment excepcional d'obsidiana en les seves varietats daurada i verda.[1]

### Cretàcic
Les roques més antigues del geoparc són calcàries i lutites d'origen marí, d'edat cretàcica, que es troben a la porció nord-est del territori; afloren al fons de la Barranca de Metztitlán, i es poden apreciar en els següents geollocs:
- Barranca de Aguacatitla
- Aigües termals d'Amajac
- Reserva de la Biosfera Barranca de Metztitlán

### Paleogen
Durant aquest període es va formar el cinturó de plecs i encavalcaments, geogràficament conegut com a Sierra Madre Oriental, mitjançant un procés compressiu que va engrossir l'escorça i va elevar les roques formades prèviament a la mar fins a la seva posició actual. Cap al final d'aquest període es va iniciar el vulcanisme relacionat amb el procés de subducció de l'occident de Mèxic. Al sector nord-oest del geoparc hi ha estructures de deformació, principalment plecs asimètrics o fins i tot tombats, de direcció NNO-SSE, que poden ser apreciats als geollocs:
- Barranca de Aguacatitla
- Aigües termals d'Amajac

Les roques volcàniques de l'Oligocè es poden veure a:
- Dipòsits tovacis de Cubitos
- Mirador Cerro del Lobo

### Miocè
El magmatisme iniciat a finalitats del Paleogè es va estendre fins al Miocè Mitjà, i fou el responsable de grans volums de roques volcàniques silíciques que constitueixen una de les manifestacions més sud-orientals de la província ígnia de la Sierra Madre Occidental. Associats a aquestes roques es van formar els jaciments minerals de plata (de tipus epitermal), datades del Miocè primerenc en el cas dels de Pachuca-Real del Monte i una mica més recent (Miocè tardà) pels de Mineral del Chico.
Al geoparc, s'hi van formar toves riolítiques i riolites de les formacions Tezoantla i Cerezo, així com pòrfirs riolítics i dacítics. Es poden apreciar en els següents geollocs:
- Peña Las Monjas
- Peña del Cuevo
- Las Ventanas
- Dipòsits volcànics d'El Chico

La mineralització del Miocè tardà s'aprecia a:
- Obres Mineres El Milagro

### Pliocè
Canvia l'estil i composició del vulcanisme, obeint a la subducció subhorizontal de la Placa de Cocos per sota de la Nord-americana, i configurant la Faixa Volcànica Transmexicana, encara activa avui en dia. Exemples de roques volcàniques d'edat Pliocena els trobem als geollocs:
- Cerro de San Cristóbal (en la formació homònima)
- Peña del Diablo i Peña del Comal

També són del Pliocè els sediments lacustres fosilífers (amb restes de plantes i peixos) propers al geolloc:
- Aigües termals d'Amajac

### Plistocè
El vulcanisme de la Faixa Volcànica Transmexicana es va manifestar intensament al geoparc, i és el responsable de la colada del geolloc:
- Prismes basàltics (datada en 2.58 Ma.)

i dels volcans monogenètics de Singuilucan, apreciables al geolloc:
- Estructures volcàniques de la Paila

### Holocè
Pel que fa a l'explotació dels recursos naturals, al geoparc —i a tot el continent— el fet que va marcar el major canvi va ser l'encontre entre el vell i el nou món; en l'època prehispànica es va explotar intensament l'obsidiana, i, a partir de la conquesta, la mineria es va concentrar en els metalls preciosos.
Com una manifestació dels fenòmens geològics actius, es troba al nord-oest del geoparc el lloc geotermal (i geolloc) de:
- Aigües termals d'Amajac (aprofitat com a balneari d'aigües termals)

### Geollocs del geoparc
El geoparc està integrat per 31 geollocs d'interès geològic, biològic i cultural:
| Aguas termales de Amajac Barranca de Aguacatitla Cantera de Tezoantla Cerro de las Navajas Cerro de San Cristóbal Cristo Rey Depósitos tobáceos de Cubitos Depósitos volcánicos de El Chico Estructuras volcánicas de La Paila Ex-Convento de San Agustín Ex-Convento de San Andrés Apostol Ex-Hacienda La Purísima Mirador Cerro del Lobo Mirador Las Ventanas Museo del Paste Museo de Mineralogía | Obras mineras El Milagro Panteón Inglés Parque Estatal Bosque el Hiloche Peña del Aire Peña del Cuervo Peña del Diablo y Piedra del Comal Peñas Cargadas Peñas Las Monjas Presa El Cedral Presa San Antonio Prismas basálticos Reloj Monumental Reserva de la Biósfera Barranca de Metztitlán San Miguel Regla Traquita El Guajolote | [[File:\|Geositio Peña del Aire\|99px]][[File:\|Obsidiana dorada en el Cerro de las Navajas\|99px]][[File:\|Peñas volcánicas en el geositio Las Ventanas\|149px]][[File:\|Ex-Convento de San Andrés Apóstol\|149px]][[File:\|Geositio Barranca de Aguacatitla.jpg\|99px]][[File:\|Cerro de las Navajas\|99px]][[File:\|Parque Nacional el Chico\|99px]][[File:\|Reserva de la Biósfera Barranca de Metztitlán\|149px]][[File:\|Presa El Cedral\|149px]] Geollocs del geoparc |

## Flora i fauna

### Flora
Afavorit per la seva fisiografia de contrasts, reflex de la seva complexitat geològica, el territori de la Comarca Minera presenta nombrosos biomes que alternen amb zones agrícoles i urbanes, i que sostenen una fauna molt diversa. A les zones més elevades (cotes per damunt dels 2600 m), de clima temperat i temperat-fred, hi ha boscos d'oyamel (Abies religiosa), la millor mostra de la qual es preserva al Parc Nacional El Chico. Les zones muntanyenques de menor altitud, especialment la Serra de Las Navajas i el vessant nord de la Serra de Pachuca, estan cobertes per boscos de pins i boscos mixts de pi i quercus. La diversitat d'espècies de pi és elevada, i en destaquen el pi mexicà groc (Pinus patula), el pi de Hartweg (Pinus hartwegii) i el pi asteca (Pinus teocote), mentre que el més representatiu dels quercus és el Quercus rugosa. Als vessants més assolellats de la Serra de Pachuca i en cotes per sota dels 2000 m a l'extrem nord del geoparc, hi ha matolls xeròfils rics en cactàcees com el garambullo (Myrtillocactus geometrizans), diverses espècies de biznaga (Mammillaria magnimamma, Echinofossulocactus crispatus) i de figuera de moro o nopal (Opuntia streptacantha, O. tomentosa, O. robusta), cardenche (Cylindropuntia imbricata) i cardón (Marginatocereus marginatus), i diverses espècies d'atzavara o maguey (i.g. Agave horrida, A. triangularis), destacant el maguey pulquero (Agave salmiana) pel seu aprofitament per a la tradicional producció de pulque.

### Fauna
La varietat i alternança d'ecosistemes naturals i agrícoles suporta una important diversitat d'aus i rèptils. Entre les primeres, destaquen per ser fàcilment observables les següents espècies: Papamosques cardenalito (Pyrocephalus rubinus) i negre (Sayornis nigricans), bosquerola vermella (Cardellina rubra) i bosquerola coronada (Setophaga coronata), pinsà mexicà (Haemorhous mexicanus), jilguerito dominico (Spinus psaltria), junco ojos de lumbre (Junco phaeonotus), picogordo tigrillo (Pheucticus melanocephalus), fuet bec corb (Toxostoma curvirostre), colibrí becample (Cynanthus latirostris), colibrí d'orelles blanques (Hylocharis leucotis), magnífic (Eugenes fulgens), gorjablau (Lampornis clemenciae) i lucífer (Calothorax lucifer), picot mexicà (Dryobates scalaris), picot frontdaurat (Melanerpes aurifrons) i menjaglans (Melanerpes formicivorus), calàndria de Wagler (Icterus wagleri) i celles taronges (Icterus bullockii), gaig de Steller (Cyanocitta stelleri), i alció verd (Chloroceryle americana). Quant a rèptils, se n'han identificat més de 30 espècies, destacant pel seu caràcter emblemàtic i perquè està catalogat com a amenaçat (NOM-059-SEMARNAT-2010), el camaleó de muntanya (Phrynosoma orbiculare). Entre els mamífers, s'observen amb regularitat el suslic roquer (Otospermophilus variegatus), l'esquirol gris (Sciurus aureogaster), el bassarisc de cua anellada (Bassariscus astutus), l'opòssum de Virgínia (Didelphis virginiana) i el conill de Florida (Sylvilagus floridanus). Més esquius, també habiten el geoparc el cérvol de Virgínia (Odocoileus virginianus), l'emblemàtica tuza mexicana (Thomomys umbrinus), el coiot (Canis latrans) i la guineu grisa (Urocyon cinereoargenteus), i diverses espècies de ratapinyades (Leptonycteris nivalis, Desmodus rotundus, Choeronycteris mexicana, Dermanura asteca). A aquesta biodiversitat s'hi sumen deu espècies d'amfibis.

## Àrees Naturals Protegides

### Federals
- Parc Nacional El Chico
- Reserva de la Biósfera Barranca de Metztitlán

### Estatals
- Parc Ecològic Cubitos
- Parc Estatal Bosc El Hiloche
- Zona de Preservació Ecològica dels Centres de Població Cerro La Paila-Matías Rodríguez

## Ocupació humana

### Primers pobladors
D'acord amb l'evidència geoarqueològica del geolloc  Cerro de las Navajas, el territori de la Comarca Minera va tenir un paper fonamental en el desenvolupament econòmic i poder militar dels estats prehispànics de Mesoamèrica, perquè era el centre de control de la mineria d'obsidiana i focus de distribució d'aquest preuat vidre volcànic. Aquestes activitats van ser realitzades successivament per les cultures teotihuacana (100 aC-650 dC), tolteca (950-1100 dC) i mexica (1325-1521 dC), i es van estendre fins al període colonial primerenc.

### Exploracions geològiques

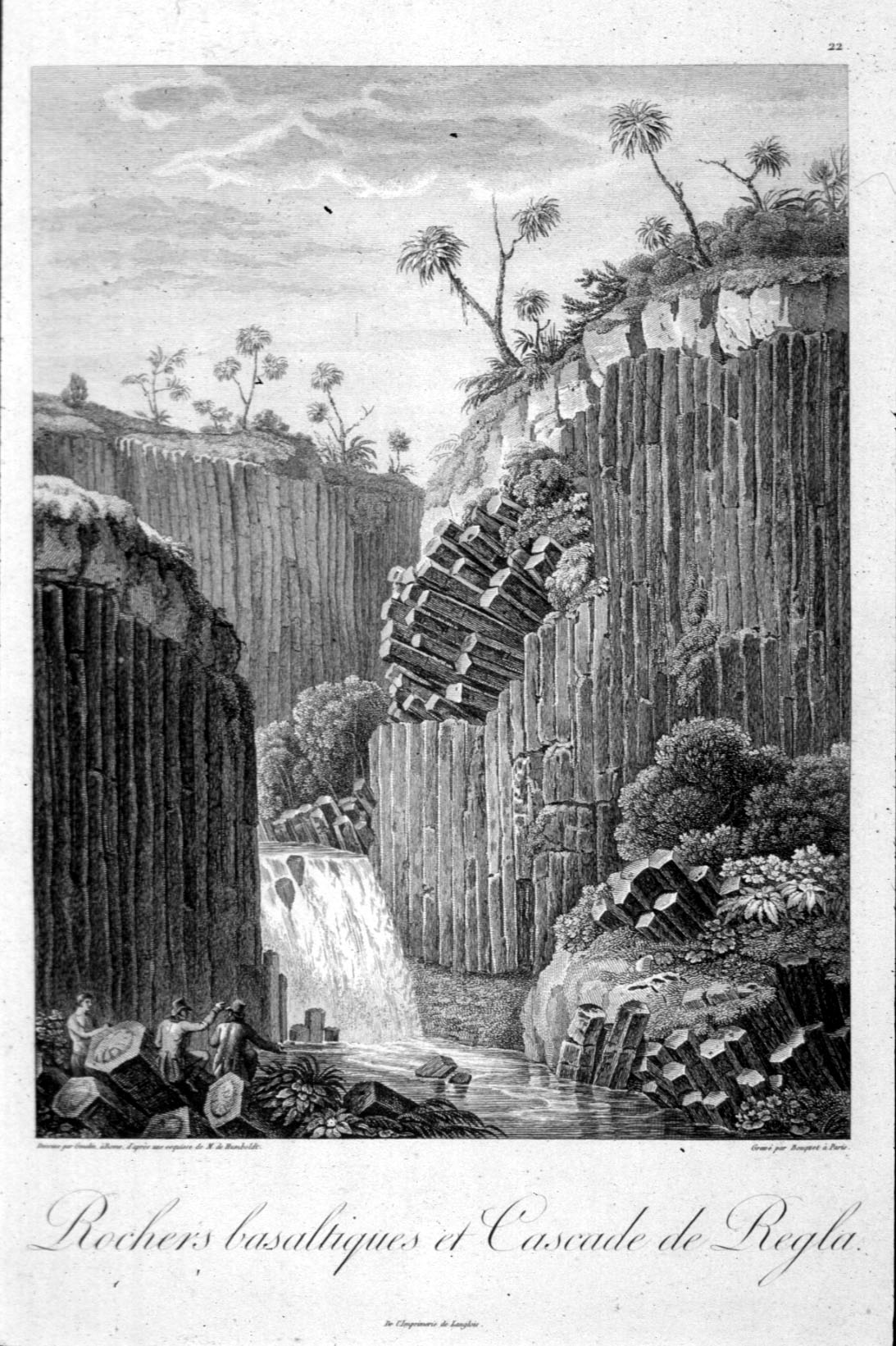
«Vistes de les serralades i monuments dels pobles indígenes d'Amèrica» (1810)

La Comarca Minera d'Hidalgo des de fa cinc segles ha estat objecte d'estudis i reconeixements geològics. De manera particular, va ser al segle xix quan científics mexicans i estrangers en van realitzar puntuals i detallats estudis. Hi sobresurt el geognosta alemany Friedrich Traugott Sonneschmid (1763‒1824), qui va ser comissionat per la Corona Espanyola el 1788 per dur a terme la millora de l'explotació minera, de benefici i extracció, i per realitzar descripcions mineralògiques en la Nova Espanya. En el transcurs de dotze anys va recórrer els actuals estats de Mèxic, Hidalgo, Guanajuato, San Luis Potosí, Zacatecas, Durango i Jalisco. Producte d'aquesta comissió són diversos estudis, un d'ells, la «Descripció mineralògica de les importants regions mineres de Mèxic o Nova Espanya», publicat el 1804, inclou valuoses dades sobre la Comarca Minera, com les obsidianes i les argiles de Real del Monte, Pachuca i Atotonilco el Chico, així com els basalts amb disjunció columnar de Huasca de Ocampo (geolloc Prismes basàltics).
El savi prussià Alexander von Humboldt (1769‒1859) va recórrer i va descriure diversos paratges de Pachuca, la Serra de las Navajas, les mines del Morán, Real del Monte, Regla, La Vizcaína, El Jacal i El Encino, com a part de l'expedició que va fer entre el 15 i 27 de maig de 1803. Després de la seva visita, va integrar les seves observacions en la seva vasta obra científica; en el seu llibre «Vistes de les serralades i monuments dels pobles indígenes d'Amèrica» (1810) va dedicar un capítol al geolloc Prismes basàltics, sota el títol de «Roques basàltiques i Cascada de Regla», en el qual fa comparacions amb els de la Calçada dels Gegants d'Irlanda.
Després de la Independència de Mèxic, el 1821, van arribar al país quantiosos capitals estrangers, i es van establir les primeres empreses mineres d'inversors anglesos i alemanys als antics districtes colonials més productius, com ara Guanajuato, Jalisco, Zacatecas, Chihuahua, Oaxaca i l'Estat de Mèxic. Alguns enginyers, viatgers i diplomàtics estrangers van realitzar expedicions i van redactar llibres sobre les possibilitats econòmiques de la mineria. Els més emblemàtics són: George Francis Lyon, Henry Ward, Joseph Burkart, Henri Guillaume Galeotti, Eugéne Saint Clair Duport, Carl de Berghes i Friedrich von Gerolt.

### Història de la mineria
Atret per l'enorme riquesa minera de la regió, el metalurgista sevillà Bartolomé de Medina va arribar a territori hidalguenc el 1552. Un any després, a l'ex-Hisenda La Purísima (actual geolloc del geoparc), Pachuca, va implementar el mètode d'amalgamació, també conegut com a benefici de pati; usant mercuri, aquest mètode permetia extreure eficientment l'argent del mineral de mena. El benefici de pati, vigent fins a principis de segle xx, es va exportar a tots els districtes miners d'Amèrica, des de Zacatecas a la Nova Espanya fins a Potosí a Bolívia, arribant a ser fonamental per a l'auge argentífer i econòmic a Hispanoamèrica.
A principis de segle xix, amb la independència de Mèxic, es va obrir la mineria a la participació anglesa. Provinent de Cornualla, en l'extrem sud-oest de la Gran Bretanya, va arribar la migració minera anglesa, portant amb si coneixements tècnics i capital. Les enormes xemeneies, les orques de fusta i les cases tipus Cornish van configurar un nou paisatge industrial. No obstant això, i a despit de les quantioses inversions i dels nombrosos esforços, els anglesos no van aconseguir de recuperar la seva inversió. El 1848 van vendre els seus drets a empresaris mexicans.
Els germans Escandón van integrar la tecnologia estrangera amb els coneixements locals i van replantejar la forma d'extreure el mineral, portant una renovada bonança minera. Aquest període va tenir un auge de 50 anys; la seva decadència va succeir a causa de la depreciació de l'argent a nivell mundial. La United States Smelting Refining and Mining Company va adquirir les propietats mineres el 1906. El període nord-americà va portar amb ell un canvi de mètode: la cianurització. Durant aquesta etapa es va crear una complexa xarxa de transport aeri i subterrani per al mineral
Els nord-americans es van retirar el 1947; a partir d'aquesta data s'inicia el període paraestatal que va durar més de 40 anys. Actualment queda com a propietària la Companyia Real del Monte y Pachuca, com a subsidiària dels Alts Forns de Mèxic i del Grupo Acerero del Norte.

## Turisme i patrimoni cultural

### Pobles màgics
El programa turístic Pobles Màgics va començar a nivell nacional a la Comarca Minera, amb la designació el 2001 de Huasca de Ocampo, la primera al país. Actualment, el geoparc inclou tres Pobles Màgics (dels 121 del programa):
- Huasca de Ocampo
- Mineral del Chico
- Mineral del Monte

### Museus del geoparc
- Museu de Mineralogia de la UAEH
- Museu del Paste

### Gastronomia
El paste és un dels elements gastronòmics més típics de la Comarca Minera; és el platet miner per excel·lència, llegat de la migració que va arribar a mitjan segle xix del comtat anglès de Cornualla. Els pastes tradicionals són els de papa i carn, tot i que actualment se n'ha popularitzat una gran varietat de farciments.
La Ruta Gastronòmica de Pachuquilla, capçalera municipal de Mineral de la Reforma, és un exponent del patrimoni immaterial del geoparc de la Comarca Minera. La tradició gastronòmica de Pachuquilla es remunta al 1917, any en què va iniciar la venda d'aliments preparats. La vocació gastronòmica de la localitat va anar consolidant-se gràcies a la construcció de la carretera Pachuca-Tuxpan el 1930, al canvi de seu de la capçalera municipal el 1958, i finalment al tancament d'algunes mines del districte de Pachuca-Real del Monte. Amb aquests canvis va anar creixent el nombre de comensals que acudien fins a allà per degustar platerets tradicionals com les carnitas de porc, la barbacoa i els mixiotes de carner, així com els pastes.
El consum d'insectes i les seves larves tals com el cuc de maguey (Aegiale hesperiaris), l'escamol (Liometopum apiculatum) i el chinicuil (Comadia redtenbacheri) és un costum amb arrels prehispàniques en diversos municipis de l'Estat d'Hidalgo, inclosos els que integren el territori del geoparc. Gràcies a la seva riquesa en proteïnes altament digeribles, els insectes, provinents tant del mitjà terrestre, com del mitjà aquàtic han constituït i constitueixen avui en dia un aliment d'alt valor nutritiu a la Comarca Minera.

## Administració

### Inclusió a la Xarxa de Geoparcs
La Comarca Minera va ser inclosa a la Xarxa Mundial de Geoparcs el 5 de maig de 2017, quan va ser reconeguda com a Geoparc Mundial de la UNESCO. El 26 de maig de 2017, al Districte d'Achoma, Perú, la Comarca Minera juntament amb tres geoparcs més (Araripe, Brasil; Grutas del Palacio, Uruguai; Mixteca Alta, Mèxic) va fundar la Xarxa de geoparcs Mundials de la UNESCO d'Amèrica Llatina i el Carib —Xarxa GeoLAC—, la qual el 2019 té 7 membres. La primera reunió de la Xarxa GeoLAC va tenir lloc a la Comarca Minera (a Mineral del Chico) el gener de 2018.

### Organismes i institucions
En el procés de candidatura, consolidació i promoció del Geoparc de la Comarca Minera hi van participar nombroses institucions i dependències de caràcter educatiu i/o governamental, principalment: Universitat Nacional Autònoma de Mèxic, a través del Centre de Ciències de l'Atmosfera, l'Institut de Geofísica, l'Institut de Geologia i de la Secretaria de Desenvolupament Institucional; la Universitat Autònoma de l'Estat d'Hidalgo; la Universitat La Salle Pachuca; el Govern de l'Estat d'Hidalgo, a través del Consell de Ciència, Tecnologia i Innovació d'Hidalgo, de la Secretaria de Turisme, de la Unidad de Planeación y Prospectiva, i de l'Institut de Capacitació Per al Treball de l'Estat d'Hidalgo; governs municipals dels nou municipis del geoparc; Servei Geològic Mexicà; Comitè del Centre Turístic Prismes Basàltics.